# Nyctemera mabillii
Nyctemera mabillii är en fjärilsart som beskrevs av Kirby 1882. Nyctemera mabillii ingår i släktet Nyctemera och familjen björnspinnare. Inga underarter finns listade i Catalogue of Life.